# Bolyk
Bolyk (szlovákul: Boľkovce) község Szlovákiában, a Besztercebányai kerületben, a Losonci járásban.

## Fekvése
Losonctól 8 km-re keletre, az Ipoly jobb partján, Pinc, Nagydaróc, Ipolynyitra és Losonc közt fekvő település.

## Története
A falu a 12. században keletkezett, 1255-ben "Buchk" néven említették először.
1320-ban és 1435-ben "Bolk", 1467-ben "Bwlyk", 1481-ben "Bolyk" alakban szerepel a korabeli forrásokban.
A település eresetileg a Kacsics nemzetség ősi birtokai közé tartozott. 1213-1229 között az e nemzetségből származó Simon bán birtokolta, akit a Gertrúd magyar királyné elleni összeesküvés részeseként 1229-ben összes birtokaitól megfosztottak. 1255-ben azonban Simon bán fiának, Jánosnak sikerült a nemzetség itteni javait visszaszerezni.
A 14. század elején Záh Felicián birtokai közé tartozott, de tőle a királyi család ellen elkövetett merénylete után összes javait elkobozták, majd azokat 1332-ben Károly Róbert király az Ákos nemzetség-beli Cselen fia Sándor fiainak adományozta. 1397-ben az oklevelek már említették a település római katolikus plébániáját is.
1467-ben Divény várához és uradalmához tartozott, 1471-ben pedig már Somoskő várának és uradalmának tartozékai közé számították és ekkor a Guthi Országh és a Lossonczy családok birtokában találjuk. Az 1548 évi adóösszeíráskor a Lossonczyak és Balassa Zsigmond, 1598-ban Petheő Tamás volt a birtokosa. A 16. század második felében török megszállás alatt volt. A török hódoltság alatt sem pusztult el.
1636-ban gróf Forgách Ádám itteni birtokait Wesselényi Ferencnek zálogosította el. 1665-1670-ben Koháry Istvánné Balassa Judit birtokában találjuk.
1715-ben 13 magyar, 1720-ban 17 magyar háztartást vettek fel itt az összeírásba. 1770-ben, az úrbéri rendezéskor Balogh János, Gellén Sándor, Balogh István, Sipos Sámuel, Szilassy György, Lessenyey Imre, Somogyi Péter, Jáni özvegye és Vajdai özvegye voltak a település birtokosai.
Vályi András szerint "BOLYK. Bolkovce. Jó nagy magyar falu Nógrád Vármegyében, fekszik Ipoly vize mellett, birtokosai több Uraságok, lakosai katolikusok, határbélyi földgye kiváltképen termékeny, legelője, réttye elég, tűzi fája szükségeikhez képest, káposztássa, kender földjei jók, ’s malma helyben, első Osztálybéli." 
A 19. század elején Szilassy József, Szabó Márton, Zmeskál Gábor, Gellén Dávid, a báró Orczy, a Sipos és más családok bírtak itt földesúri joggal. 1802 október 22-én egy nagy tűzvészben az egész település leégett, ekkor pusztultak el a plébánia anyakönyvei és irományai is.
Fényes Elek szerint "Ipoly-Bolyk, magyar falu, Nográd vgyében, 506 kath. lak. – Kath. paroch. templom. Van jó szántó földje, erdeje, hasznos rétje, és az Ipoly vizén malma. Itt született Katona István kanonok, nevezetes történetirónk. F. u. h. Coburg. Utolsó post. Ipoly-Ságh."
Az 1900-as évek elején idősebb és ifjabb Szilassy Aladár, Zachar Gusztáv és Lázár voltak a helység legnagyobb birtokosai. A faluban uradalmi malom működött. Lakói mezőgazdasággal, állattartással foglalkoztak.
Ide tartoztak: Alsó- és Felsőnyirjes és Pokorny-puszták is.
A trianoni békeszerződésig Nógrád vármegye Losonci járásához tartozott, ezután a csehszlovák állam része lett. 1938 és 1945 között ismét Magyarország része.
1946-ban főként Szinóbánya környékéről érkezett szlovákokkal telepítették be, így a falu korábbi magyar többségét elveszítette.

## Népessége
| Év:            | 1994. | 2004.   | 2014.   | 2024.   |
| -------------- | ----- | ------- | ------- | ------- |
| Emberek száma: | 625   | 656     | 620     | 626     |
| Eltérés:       |       | +4,96 % | -5,48 % | +0,96 % |

| Év:            | 2023. | 2024.   |
| -------------- | ----- | ------- |
| Emberek száma: | 628   | 626     |
| Eltérés:       |       | -0,31 % |

1910-ben 464 lakosából 454 magyar és 10 szlovák anyanyelvű volt; ebből 447 római katolikus, 17 evangélikus felekezetű.
2001-ben 669 lakosából 169 magyar és 487 szlovák volt.
2011-ben 650 lakosából 125 magyar és 441 szlovák volt.
2021-ben 636 lakosából 102 (+7) magyar, 517 (+14) szlovák, 3 (+3) cigány, (+4) ruszin, 6 egyéb és 8 ismeretlen nemzetiségű volt.

## Neves személyek
- Itt szerzett birtokrészt Csuty Gáspár végvári katona
- Itt született 1732. december 13-án Katona István történetíró († 1811), aki szülőföldje iránti kegyelete jeléül itt díszes templomot építtetett, melyet 1889-ben állítottak helyre.
- Talán itt született 1881-ben Szilassy Béla földbirtokos, nemzetgyűlési szenátor, politikus, református egyházkerületi főgondnok.
- Itt született 1928-ban Demecs Dezső magyar közgazdász, filozófus, egyetemi tanár.

## Nevezetességei
- Szent Dénes tiszteletére szentelt római katolikus temploma a 18. század utolsó harmadában épült. 1889-ben megújították.
- A falunak strandfürdője van.